# Alfonso Cortés de Tena Dávila
Alfonso Cortés de Tena Dávila, né le 13 avril 1951 à Almadén (province de Ciudad Real, Espagne), est un footballeur espagnol qui jouait au poste de défenseur.

## Carrière
Alfonso Cortés débute professionnellement à l'âge de 20 ans au Rayo Vallecano lors de la saison 1971-1972 en deuxième division.
En 1972, il est recruté par le FC Barcelone, avec qui il joue 6 matchs de championnat.
En 1973, il joue dans les rangs du RCD Majorque en D2. Il joue la saison 1974-1975 avec le Real Murcie qui descend en D2 au terme de la saison.
En 1975, il signe avec l'UE Sant Andreu en D2. Il reste au club jusqu'en 1977. Entre 1977 et 1981, Alfonso Cortés joue au Getafe Deportivo (précurseur du Getafe CF) en D2.
Au total, il joue 237 matchs dans les divisions professionnelles espagnoles, inscrivant 24 buts.